# Jacqueline Benoit
Pour les articles homonymes, voir Benoit.
Jacqueline Benoit, née le 16 janvier 1925 à Paris et morte le 28 janvier 2012 à Orléans, est une artiste peintre française.

## Biographie
Jacqueline Benoit naît le 16 janvier 1925 à Paris.
Elle peint dès l’enfance de nombreuses gouaches puis en 1954, elle s’initie à l’huile.
Elle vit et travaille à Orléans et est membre du Salon d'automne et du Salon Comparaisons à partir de 1964. Son travail fait l'objet de nombreuses expositions de peinture naïve. Elle expose en France, en Italie, en Suisse et aux États-Unis.
Jacqueline Benoit meurt le 28 janvier 2012.
Le musée d'Art naïf et d'Arts singuliers de Laval conserve un fonds d'œuvres de l'artiste.